# 나트륨-23
나트륨-23(23Na) 또는 소듐-23은 나트륨 동위 원소의 일종으로, 나트륨의 유일한 안정 동위 원소이다. 원자핵은 양성자 11개와 중성자 12개로 구성되어 있으며, 원자 질량은 22.9897692809이다. 자연에 존재하는 나트륨은 거의 모두 나트륨-23이다.

## 생성 및 이용
나트륨-23은 네온-23, 마그네슘-23, 알루미늄-24가 방사성 붕괴할 때 생성된다. 또, 임계사고와 같은 원자력 사고에서 인체가 중성자에 노출되면 체내의 나트륨-23이 나트륨-24로 바뀌므로 이를 측정하면 피폭 정도를 측정할 수 있다.

## 같이 보기
- 나트륨 동위 원소
- 나트륨-24

| 가벼운 핵종 나트륨-22 | 나트륨의 동위 원소 | 무거운 핵종 나트륨-24 |

| 어미핵종: 네온-23 마그네슘-23 알루미늄-24 | 나트륨-23의 붕괴 사슬 | 없음 |